# 小北文明

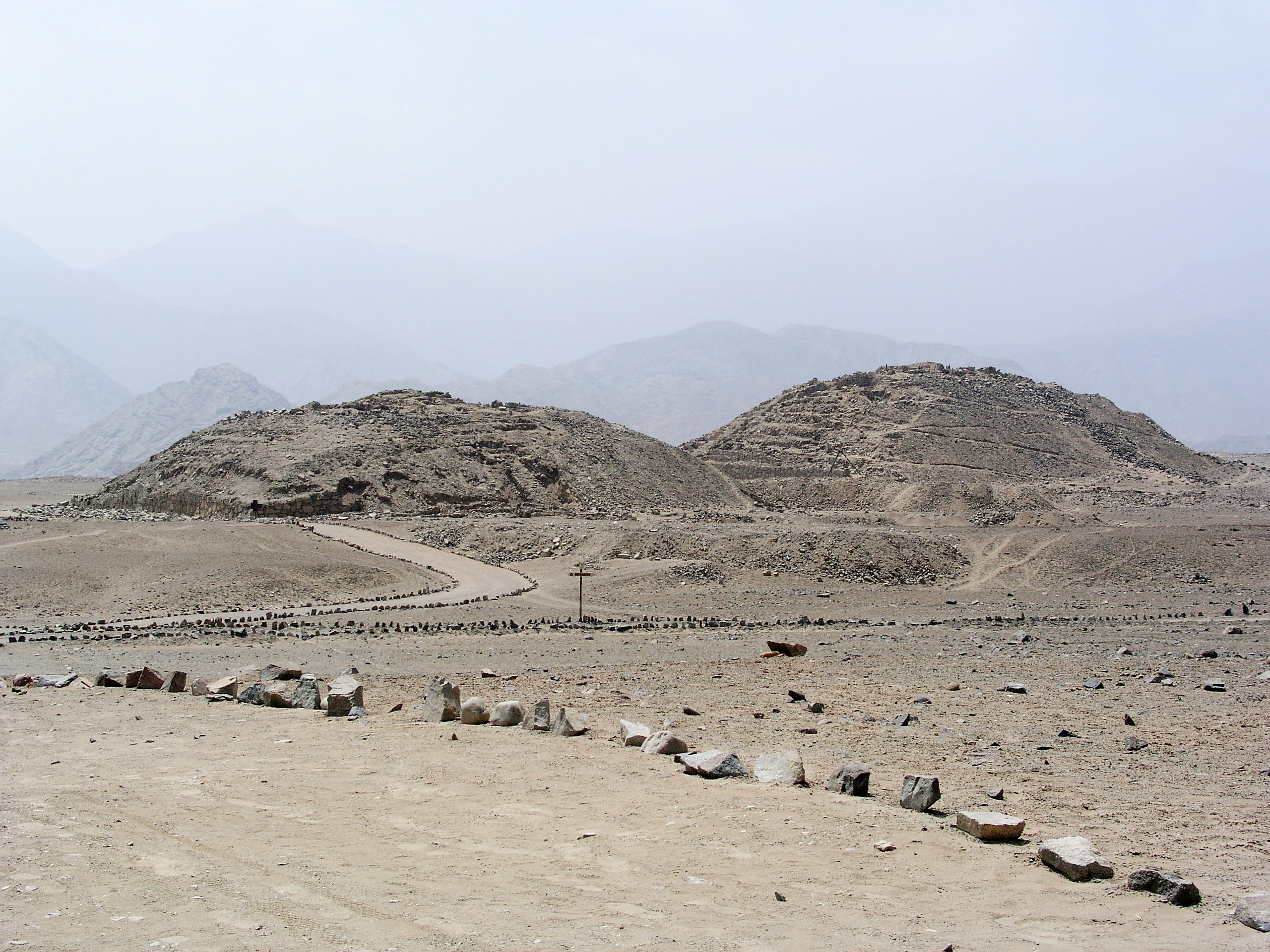
SUPE谷的金字塔。

小北文明（又称作小北地区文明或卡劳尔文明，西班牙语：Civilización Caral或Civilización Norte Chico）是位於秘鲁中北部海岸线上的古代文明。它于1905年被发现，是美洲大陆上已知的最古老文明，从公元前30世纪一直延续到公元前18世纪，比美索不达米亚文明和古埃及文明晚一千年左右。
卡劳尔一词源于位于Supe谷的卡劳尔河。考古学家对这条河有过深入、彻底的研究，如今这条河已经成为了小北地区史前文明的代表。
考古调查的结果显示，小北地区文明没有制造出陶器或任何艺术品。但在该文明兴盛的一千多年里，出现了大量高耸的简单建筑物，例如大型的平台式土墩（platform mound）。此外，考古人员发现了纺织术和宗教存在的证据。关于小北地区是否有复杂的统治机构这个问题，史学界一直存在争议。甚至因為沒有發現任何文字和銅器使用的證據，而被質疑是否應該只用小北文化一詞來稱呼其遺跡，而不是用小北文明。